# Sob'
Il Sob' (in russo  Собь?) è un fiume della Russia siberiana occidentale settentrionale, affluente di sinistra dell'Ob'. Scorre nei rajon Priural'skij e Šuryškarskij del Circondario autonomo Jamalo-Nenec.
Nasce dal versante orientale degli Urali polari, scorrendo poi per 185 chilometri in una zona pianeggiante, spesso paludosa, coperta da una vegetazione mista di tundra e foresta di conifere. Confluisce nell'Ob' 322 chilometri a monte della foce, presso il villaggio di Katrovož (poco distante da Salechard). I principali affluenti sono Bol'šaja Pajpudyna e Chanmej dalla sinistra idrografica, Orech"egan e Charamatolou dalla destra.
Il fiume ha un regime analogo a tutti i fiumi del bacino artico siberiano, caratterizzato da magre prolungate in inverno e ad inizio primavera e piene estive, durante le quali il livello delle acque può salire di 3-3,5 metri; il mese con la portata minore è marzo, durante il quale viene evacuato il 3% della portata annua, mentre il mese di maggior portata è giugno nel quale questa percentuale sale al 40%. Il periodo di gelo dura mediamente otto mesi, dalla metà di ottobre ai primi di giugno.